# Schmiedefeld (Lichtetal)
Schmiedefeld település Németországban, azon belül Türingiában. Lakosainak száma 1025 fő (2022. december 31.).

## Népesség
A település népességének változása:

| 2022 | 1 025 |